# Bruno Essoh Yedoh
Bruno Essoh Yedoh (Orbaff, Lagunes, Costa do Marfim, 17 de fevereiro de 1963) é um ministro marfinense e bispo católico romano de Bondoukou.
Bruno Essoh Yedoh recebeu o Sacramento da Ordem em 8 de dezembro de 1990.
Em 28 de junho de 2019, o Papa Francisco o nomeou Bispo de Bondoukou. O Arcebispo de Abidjan, Cardeal Jean-Pierre Kutwa, consagrou-o em 28 de setembro do mesmo ano; Co-consagradores foram o Arcebispo de Bouaké, Paul-Siméon Ahouanan Djro OFM, e o Bispo de Yopougon, Salomon Lezoutié.